# 福田良彦
福田 良彦（ふくだ よしひこ、1970年〈昭和45年〉6月14日 - ）は、日本の政治家。山口県岩国市長（5期）。
衆議院議員（1期）、山口県議会議員（1期）、岩国市議会議員（1期）を務めた。

## 来歴
山口県岩国市生まれ。山口県立岩国高等学校、法政大学法学部卒業。法政大学在学中から、山口県選出衆議院議員・吹田愰の事務所でアルバイトをしており、大学卒業後は吹田の秘書を務める。
1999年、岩国市議会議員選挙に出馬し、トップ当選した。2003年、山口県議会議員選挙に出馬し、当選。
2005年、佐藤栄作元首相の息子で元通商産業大臣の佐藤信二が第44回衆議院議員総選挙に出馬せず、政界を引退する意向を表明する。佐藤は前回の第43回衆議院議員総選挙では山口2区で民主党の平岡秀夫に敗れて比例復活しており、保守王国といわれる山口県の一角が切り崩されていたため、佐藤の後継候補の擁立は難航していた。そんな中、福田の擁立論が持ち上がり、公示日の9日前に出馬が決定する。福田自身は山口県議に当選してまだ2年目であり、当初中央政界への進出は躊躇していた。さらに妻の第二子出産も間近に控えていたが、自民党山口県連総出の応援や小泉旋風も相俟って、岩国高校の先輩でもある平岡を588票の僅差で破り、初当選。この選挙では、自民党は9年ぶりに山口県の4つの小選挙区を全て獲得した（1区は高村正彦、3区は河村建夫、4区は安倍晋三）。当選後は清和政策研究会（町村派）に所属。
2007年12月、騒音問題から岩国基地への厚木基地からの空母艦載機受け入れに反対していた岩国市長の井原勝介が予算案をめぐって岩国市議会と対立し、市長を辞職して出直し選挙への出馬を表明する。その井原の対抗馬として福田が出直し市長選への出馬を要請される。2008年1月5日に記者会見を開き、市長選への出馬を表明。衆議院議長の河野洋平に辞職願を提出し、同年1月22日の衆議院本会議で辞職が許可された。同年2月の市長選では、岩国高校の先輩でもある井原を1782票差で破り、当選。就任後の会見で、騒音問題等が担保されれば、在日米軍再編の流れの中で岩国基地への空母艦載機受け入れには現実的対応をするとの意向を表明した。
2012年、岩国市長選で井原らを破り、再選した。
同年7月、岩国基地へのオスプレイ配備に関して、山口県を訪れた防衛大臣の森本敏に対し陸揚げに反対する意向を表明した。この後、森本は山口県庁で山口県知事の二井関成に対しオスプレイ配備について理解を求めたが、二井知事もオスプレイ搬入に難色を示した。
2016年1月の市長選挙で元市議の姫野敦子を破り3選。2020年1月の市長選挙で日本共産党県委員の米重政彦を破り4選。2024年1月の市長選挙でも同じく米重（今回は日本共産党、社会民主党推薦）を破り5選。

## 所属していた団体・議員連盟
- 83会
- 再チャレンジ支援議員連盟
- 日韓議員連盟

## 脚註
1. ↑  『全国歴代知事・市長総覧』日外アソシエーツ、2022年、352頁。
2. ↑  “岩国市長選挙 - 2008年02月10日投票 | 山口県岩国市”. 選挙ドットコム. 2024年1月30日閲覧。
3. ↑  岩国市長 基地容認派の福田氏再選 日刊スポーツ 2012年1月29日閲覧
4. ↑  岩国市長 オスプレイ搬入認めず
5. ↑  “岩国市長選挙 - 2016年01月24日投票 | 山口県岩国市”. 選挙ドットコム. 2024年1月29日閲覧。
6. ↑  “岩国市長選挙 - 2020年01月26日投票 | 山口県岩国市”. 選挙ドットコム. 2024年1月29日閲覧。
7. ↑  “岩国市長選挙 - 2024年01月28日投票 | 山口県岩国市”. 選挙ドットコム. 2024年1月29日閲覧。
8. ↑  日本放送協会. “岩国市長選挙 現職の福田良彦氏が５回目の当選｜NHK 山口県のニュース”. NHK NEWS WEB. 2024年1月29日閲覧。